# Oggi chi sono
Oggi chi sono è un singolo promozionale del gruppo musicale italiano Management, pubblicato il 29 aprile 2014 da MArteLabel e Universal.

## Descrizione
Oggi chi sono è stato pubblicato come ultimo singolo promozionale tratto da McMAO (2014), secondo album in studio del Management. Scritto da Luca Romagnoli e composto da Marco Di Nardo, il brano è stato prodotto da Manuele "Max Stirner" Fusaroli insieme agli stessi membri del Management presso il Natural Head Quarter Studio di Ferrara. Il mastering della canzone è stato svolto presso gli Abbey Road Studios di Londra.
Il testo del brano tratta il tema della prostituzione tramite il racconto in prima persona di un convinto gigolò. Commentando le tematiche affrontate nella canzone, il gruppo ha dichiarato, «oggi chi sono è cosa indosso, come unica conclusione che giustifica ogni comportamento dell'uomo contemporaneo che si cerca nell'immagine di sé allo specchio, preoccupato di risollevarsi il morale, più che la morale».

## Video musicale
Il brano è accompagnato da un video musicale diretto da Fabio Gargano e presentato in anteprima su Fanpage.it il 6 maggio 2014. Il filmato è stato realizzato tramite l'utilizzo di diversi smartphone che hanno registrato il medesimo atto sessuale osservato in contemporanea da diversi punti di vista. Secondo Fabio Gargano, questa scelta deriva dal tentativo di rappresentare una società dello spettacolo che si trasforma in spettacolo della società. Il regista è stato ispirato dai quindici minuti di celebrità che ha ipotizzato Andy Warhol.

## Classifiche
| Classifica (2014)     | Posizione massima |
| --------------------- | ----------------- |
| Italia (indipendenti) | 11                |